# Aurel Guga
Aurel Guga (ur. 10 sierpnia 1898 w Kovinie, zm. 6 czerwca 1936 w Timișoarze) – rumuński piłkarz występujący na pozycji napastnika, reprezentant Rumunii, uczestnik Igrzysk Olimpijskich 1924 w Paryżu.

## Kariera
Aurel Guga rozpoczynał grę w klubie Vulturii Lugoj po czym w 1921 przeniósł się do Universitatei Kluż. Grając w tym klubie został powołany do kadry narodowej przez Teofila Morariu, zadebiutował w meczu z Jugosławią, w którym strzelił bramkę. Mając 5 występów w kadrze narodowej został powołany na Igrzyska Olimpijskie w 1924 w Paryżu, gdzie był kapitanem w meczu z reprezentacją Holandii. W 1925 roku przeszedł do Unirea Timișoara, w którym zagrał jeden mecz w reprezentacji Rumunii, przeciwko Bułgarii. Następnym klubem w karierze tego zawodnika był wówczas rumuński UCAS Petroszany. Grając w tym klubie Guga zagrał w kadrze narodowej jeszcze 4 spotkania. Potem grał w Jiul Lupeni, a karierę kończył w Universitatei Kluż. W 1928 Guga zagrał w kadrze narodowej po raz 12 ostatni w meczu przeciwko Turcji.

## Okoliczności śmierci
6 czerwca 1936 zginął w wypadku samochodowym, gdy prowadzone przez niego auto wpadło do kanału Bega w Timișoarze.